# 템스 토막 살인 사건
템스 미제사건 또는 제방 살인으로도 부르는 템스 토막 살인 사건은 1887년부터 1889년까지 영국 런던에서 발생한 일련의 미해결 연쇄 살인 사건이다. 여기에는 동일한 부류의 사건 4개가 포함되었다. 어떤 사건도 해결되지 않았고 4명의 희생자 중 단 1명만 신원이 확인되었다. 또한 1873년에서 1902년 사이에 발생한 유사한 종류의 다른 살인 사건과도 연쇄 살인 사건과 관련이 있습니다.1873년에서 1902년 사이에 일어난 비슷한 종류의 다른 살인들과도 연관되어 왔다.
템스 살인 사건을 현대 화이트채플 연쇄살인사건과 잭 더 리퍼 사건과 연관시킨 추측이 많다. 그러나 템즈 토막 살인 사건 가해자와 잭 더 리퍼의 살인 방식은 다르다. 잭 더 리퍼 희생자가 복부 및 생식기 부위가 베인 반면 템스 토막 살인 사건의 살인범은 희생자의 시체를 거열시켰다.

## 캐노니컬 포

### 레인햄 미제사건
1887년 5월과 6월 사이에 레인햄 근처의 템스 강에서 여성의 시신이 발견되었다. 일꾼들은 여성의 몸통이 들어 있던 보따리를 먼저 보았다. 5월과 6월 내내 머리와 가슴 윗부분을 제외한 같은 몸의 여러 부위가 발견되었다.

### 화이트홀 미제사건

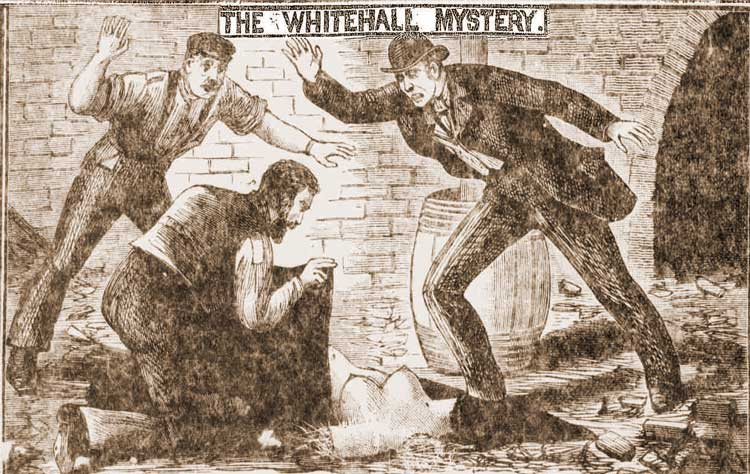
화이트홀 미제사건을 그린 당대 신문 삽화

1888년 9월 11일에서 10월 17일 사이에 새 광역경찰청 본부 뉴 스코틀랜드 야드의 부지를 포함한 도시 중심부 3곳의 각기 다른 장소에서 여성의 훼손된 시신이 발견되었다. 9월 11일에 핌리코의 템스 강의 진흙 강변에서 발견되었던 시신의 오른쪽 팔과 어깨를 경찰 외과의사인 토마스 본드가 몸통과 일치시켰다. 타임즈 신문은 처음에 의대생이 장난으로 팔을 물에 넣은 것으로 의심했다. 1888년 10월 17일 기자 재스퍼 워링이 경찰의 허가와 작업자의 도움을 받아 스피츠베르겐 개를 이용하여 공사장 근처에 묻힌 무릎까지 잘린 왼쪽 다리를 찾았다.

### 엘리자베스 잭슨
1889년 6월 4일 템스 강에서 여성의 몸통이 발견되었고 그 다음 주에는 더 많은 신체 부위가 템스 강에서 발견되었다.
런던 타임즈는 6월 11일 "현재까지 발견된 시신은 다음과 같다: 화요일, 배터시에서 왼쪽 다리와 허벅지가,, 호슬리다운에서 복부 아래 부분이, 목요일에 나인 엘름 근처에서 간이, 배터시 공원에서 상체, 목, 어깨가 발견되었고 금요일 오른발과 다리의 일부가 원즈워스에서, 왼쪽 다리와 발은 라임하우스에서, 토요일에는 왼쪽 팔과 손이 뱅크사이드에서 발견되었다. 배터시에서 엉덩이와 골반이 나왔고 우측 허벅지는 첼시 제방에서 그리고 어제, 뱅크사이드에서 팔과 손이 발견되었다." 조사 결과, 시신을 절단하려면 의학적 지식이 필요하다고 결론지었다. 6월 5일자 런던 타임즈는 의사들은 여성들이 죽은 지 48시간밖에 안 되었고 틀림없이 인체의 관절에 대해 어느 정도 지식이 있는 사람이 시신을 다소 거칠게 해부했다는 의견을 보인다고 보도했다.

### 핀치 가 토막 살인

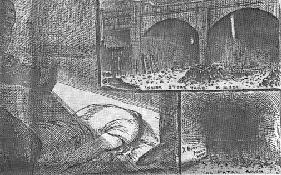
핀치 가 몸통의 발견에 대한 당대의 삽화

1889년 9월 10일 윌리엄 페넷 순경은 화이트채플의 핀치 가 아래에 있는 철도 아치교 아래에서 머리와 다리가 없는 신원불명인 여성의 몸통을 발견했다. 살인은 다른 곳에서 이루어졌고, 사체의 일부는 처리를 위해 흩어진 것으로 추정된다.
1889년 9월 10일 화요일 5시 15분에, 화이트채플 핀친 스트리트의 철도 아치교 아래에서 여성의 몸통이 발견되었다. 희생자의 등, 엉덩이, 팔에 광범위하게 멍이 있었는데, 이는 그녀가 사망하기 직전에 심하게 구타를 당했음을 나타낸다. 멍은 그녀의 몸통이 발견되기 약 하루 전에 발생했다. 희생자의 복부도 리퍼가 연상되는 방식으로 광범위하게 절단되었지만 생식기는 손상되지 않았다. 시신의 잘린 부분은 오래된 슈미즈 아래 숨겨진 철도 아치교로 옮겨진 것으로 추정된다. 피해자의 나이는 30~40대로 추정된다. 근처를 수색했지만 다른 신체 부위는 발견되지 않았으며 희생자도 범인도 밝혀지지 않았다.

## 같이 보기
- 클리블랜드 토막 살인 사건

### 참고 서적
- Cullen, Tom A. (1965). 《Autumn of Terror: Jack the Ripper: His Crimes and Times. [With plates.]》. Bodley Head.
- Evans, Stewart P.; Rumbelow, Donald (2006). 《Jack the Ripper: Scotland Yard Investigates》 (영어). Sutton. ISBN 9780750942287.
- Gordon, R. Michael (2015년 10월 3일). 《The Thames Torso Murders of Victorian London》. McFarland. ISBN 978-1-4766-1665-0.
- Skinner, Keith; Evans, Stewart (2013). 《The Ultimate Jack the Ripper Sourcebook》 (영어). Little, Brown Book Group. ISBN 9781472107855.

## 추가 문헌
- Bell, Neil R. A.; Bond, Trevor; Clarke, Kate; Oldridge, M.W. (2016년 7월 15일). 《The A-Z of Victorian Crime》. Amberley Publishing Limited. ISBN 978-1-4456-4787-6.
- Gordon, R. Michael (2009년 10월 26일). 《The Poison Murders of Jack the Ripper: His Final Crimes, Trial and Execution》. McFarland. ISBN 978-0-7864-5178-4.
- Stubley, Peter (2012년 9월 1일). 《1888: London Murders in the Year of the Ripper》. History Press. ISBN 978-0-7524-8974-2.
- M.J. Trow : The Thames Torso Murders, 2011
- R. Michael Gordon :The Thames Torso Murders of Victorian London, 2015